# 済州特別自治道

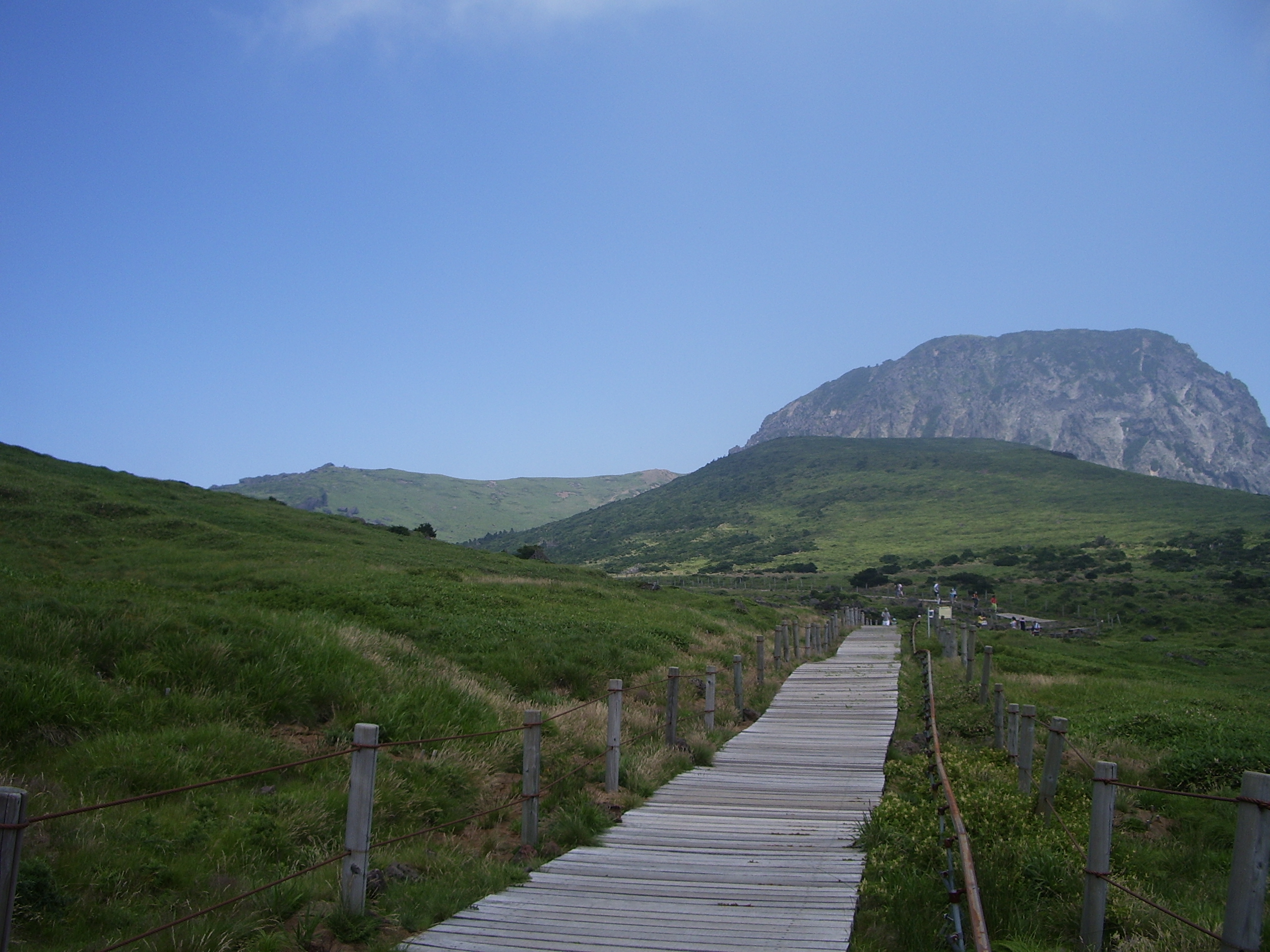
漢拏山

済州特別自治道（チェジュとくべつじちどう、朝: 제주특별자치도、済州語: 제주특벨ᄌᆞ치도）は、大韓民国（韓国）本土南西部に位置する道。
済州島全体と牛島、馬羅島などの付属小島嶼からなる。国防や外交を除く多くの権限を持っている特別自治道である。道都は済州市。
日本統治時代までは全羅南道に属していたが、アメリカ軍政期の1946年に分離し済州道を設置、2006年に現名称に変更された。
道内には、韓国政府統治地域最高峰の漢拏山がそびえたち、一帯は「済州の火山島と溶岩洞窟」としてユネスコの世界遺産に登録されている。韓国国内で鉄道、高速道路、一般国道が通っていない唯一の道でもある。

## 歴史

### 日韓併合まで
古代には耽羅国として自立した存在であったが、三国史記に百済に朝貢したとの記述があるなど、百済、新羅に朝貢して間接的な支配を受けた。
938年には高末老が高麗に入朝、服属している。1105年高麗は耽羅国号を廃止し、耽羅郡を設置したが、旧支配層の地方支配は認められた。 1259年に高麗がモンゴル元朝に服属すると、済州島はモンゴルの直轄領となり、大規模な馬牧が設置された。
1271年、珍島でモンゴル・高麗連合軍に敗れた金通精率いる三別抄がそれ以降済州島に移って抗戦を続けた。三別抄は島民を巻き込みながらゲリラ戦を行なったが、1273年4月、金方慶と洪茶丘率いる高麗軍によって三別抄は壊滅した。同年モンゴルは済州島に耽羅総管府を設置した。
1294年には再び高麗に帰属し、済州の名称に戻った。

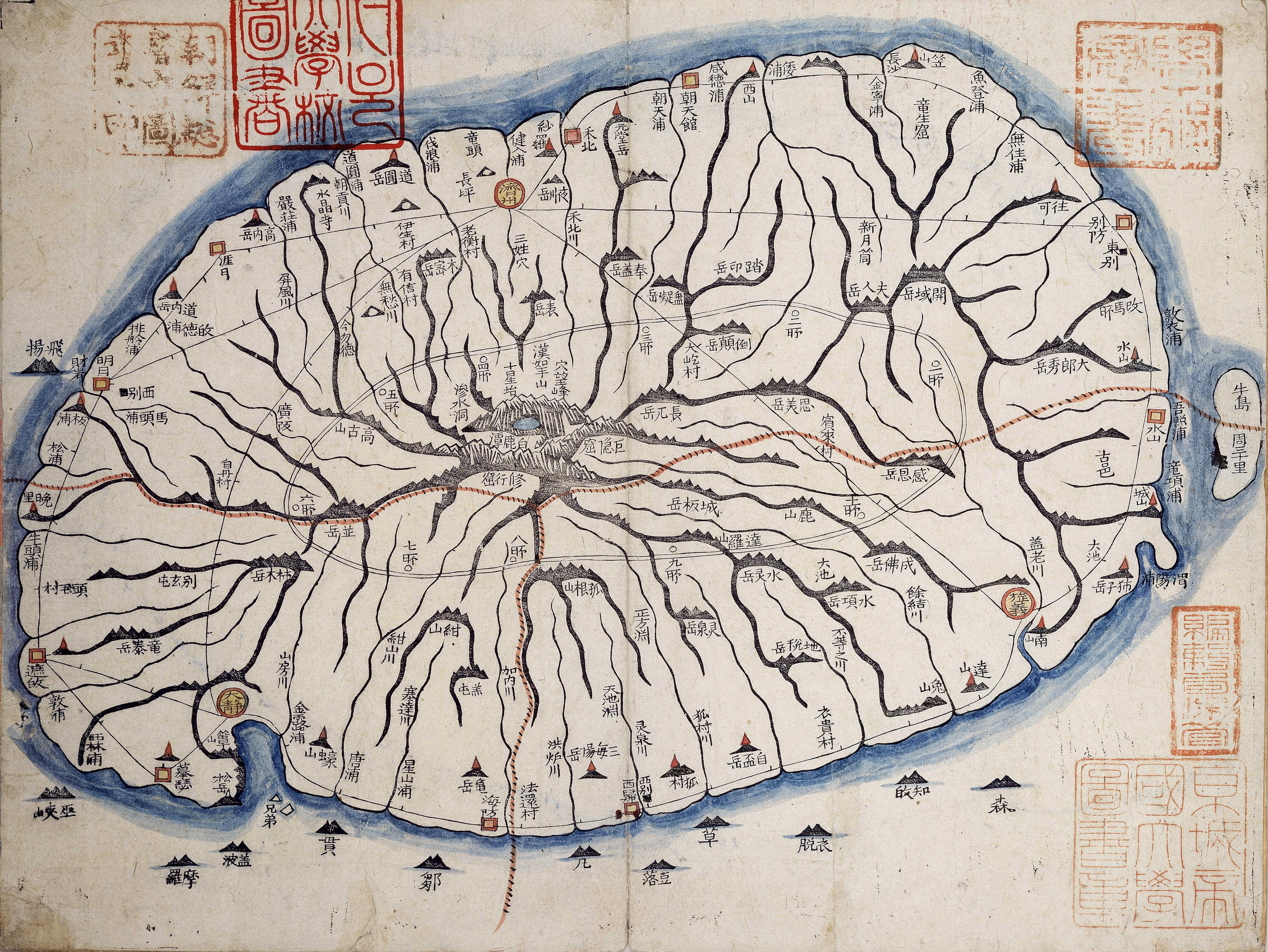
《大東輿地図》に記録された済州島。（제22첩 1面）

1402年には耽羅は滅亡し李氏朝鮮済州牧が設置された。
- 1416年 - 済州牧に旌義県・大静県を設置
- 1864年 - 旌義県・大静県を郡に昇格、全羅道観察使の管轄下に置く
- 1880年 - 再び県に戻す
- 1895年 - 二十三府制の施行により済州牧を府に改編し観察使を置く。済州府が済州郡・旌義郡・大静郡を管轄。[3]（3郡）
- 1896年 - 済州島全域が全羅南道に属し、済州郡が済州牧に改編。[4]（1牧2郡）
- 1906年 - 牧使を廃止により済州郡に改編。[5]（3郡）

### 日本統治時代
- 1914年4月1日 - 郡面併合により、済州郡・旌義郡・大静郡および莞島郡楸子面を済州郡として編成。済州郡に以下の面が成立。[6]（13面）
  - 済州面・旧左面・新左面・新右面・旧右面・旌義面・東中面・西中面・右面・大静面・中面・左面・楸子面
- 1915年5月1日 - 島制施行で済州郡が済州島に改編される。[7][8]（1島13面）
- 1931年4月1日 - 済州面が済州邑に昇格。[9]（1島1邑12面）
- 1935年4月1日（1邑12面）[10]
  - 新右面が涯月面に改称。
  - 旧右面が翰林面に改称。
  - 中面が安徳面に改称。
  - 左面が中文面に改称。
  - 右面が西帰面に改称。
  - 西中面が南元面に改称。
  - 東中面が表善面に改称。
  - 旌義面が城山面に改称。
  - 新左面が朝天面に改称。

### 独立後
- 1946年8月1日 - 全羅南道済州島をもって済州道を設置。
  - 済州邑・旧左面・楸子面・翰林面・朝天面・涯月面の地域をもって、北済州郡を設置。
  - 城山面・南元面・中文面・大静面・表善面・西帰面・安徳面の地域をもって、南済州郡を設置。
  - 同日、行政区域としての済州島（済州郡）が消滅。[注釈 1]
- 1955年9月1日: 北済州郡済州邑が済州市に昇格（1市2郡）。
- 1981年7月1日: 南済州郡西帰浦邑・中文面が合併して西帰浦市が発足（2市2郡）。
- 2006年7月1日: 済州特別自治道に改編、済州市と西帰浦市の2行政市になる。初代知事金泰煥（2市）。

## 行政市

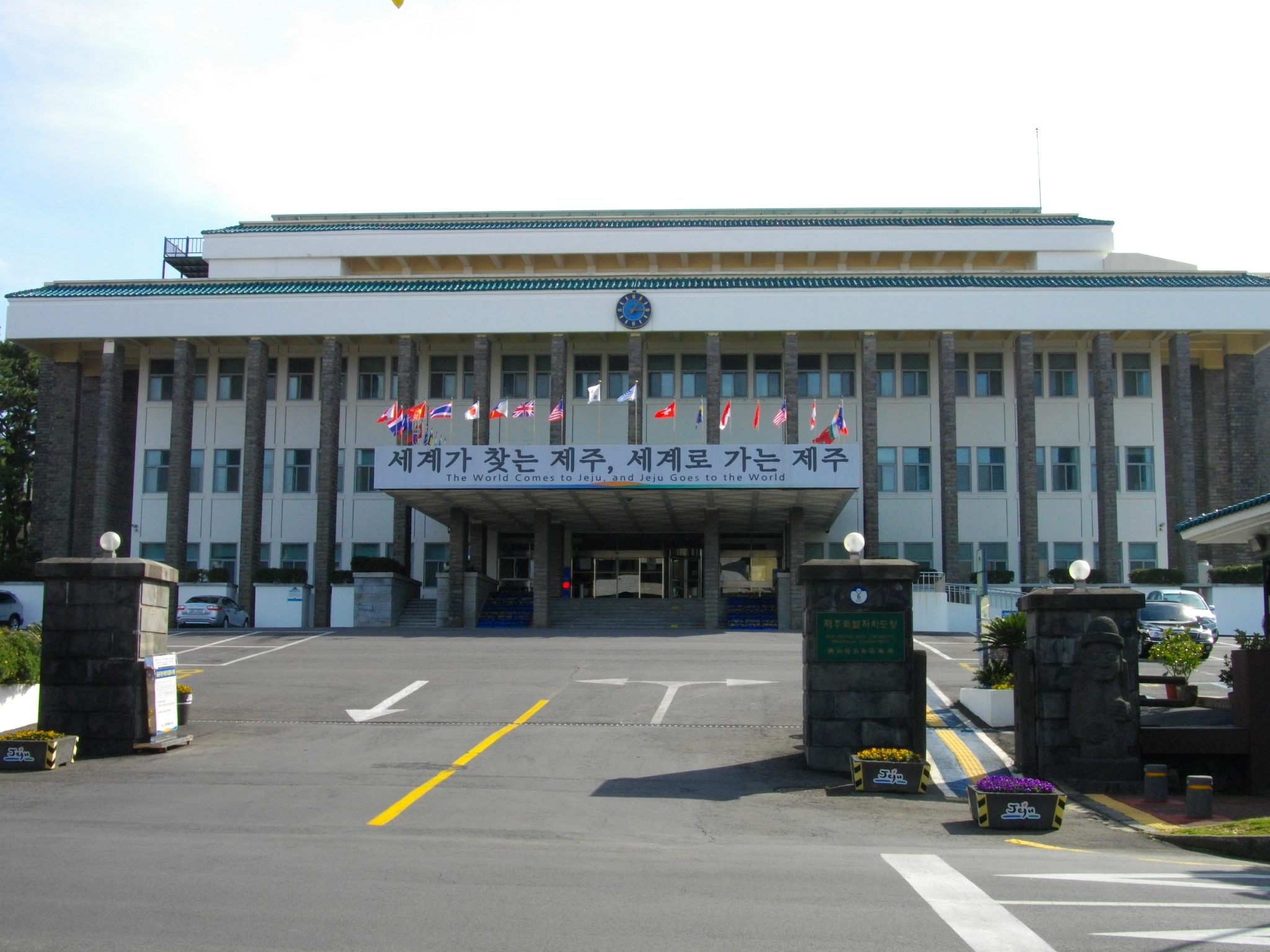
済州特別自治道庁

- 済州市
- 西帰浦市

読みは大韓民国の地方行政区画を参照。

### 行政機構の再編と住民投票
済州道は2006年7月1日から、より高度の自治権を付与された特別自治道に移行した。離島である済州道の特殊性を勘案し、行政と立法についてのみアメリカの州のような高度な自治権を認めることとしたもので、韓国政府が2005年11月、同道を特別自治道とするための関連法案を閣議決定し、2006年2月に国会で可決された。
これに伴い市・郡といった基礎自治体の再編の検討もなされ、これについて済州では初となる住民投票が行われた。これは現行制度を当面維持する「漸進案」と、基礎自治体の議会廃止・市長の道知事による任命・郡市の統合等を行う「革新案」とを選択するもので、「革新案」が採択された。
なお、この住民投票においては永住外国人にも投票権が与えられ、注目された。
この投票結果を受け、特別自治道への移行と同時に、済州市と北済州郡、西帰浦市と南済州郡を統合し、自治権を持たない行政市としての済州市と西帰浦市が発足した。

### 道知事
- 第4代特別自治道知事：呉怜勲（오영훈　オ・ヨンフン、2022年7月1日 -）
- 代理：丘万燮（구만섭　ク・マンソプ、2021年8月12日 - 2022年6月30日）
- 第3代特別自治道知事：元喜龍（원희룡　ウォン・ヒリョン、2014年7月1日-2021年8月11日）
- 第2代特別自治道知事：禹瑾敏（우근민　ウ・グンミン、2010年7月1日-2014年6月30日）
- 初代特別自治道知事：金泰煥（김태환 キム・テファン、2006年7月1日-2010年6月30日） - 済州道時代からは35代

出典：道知事室ホームページ
道知事の下に自治体警察の済州特別自治道自治警察団が、国家警察の済州地方警察庁と並存しており、国家警察の自治警察制移行後も並存状態を継続している。

### 道議会
定数：43議席（地域区31＋比例代表7＋教育委員5名）（教育委員は政党公認禁止）
|            |            | 合計 | 党派別内訳 | 党派別内訳   | 党派別内訳 | 党派別内訳 | 党派別内訳 |
| 共に民主党 | 自由韓国党 | 合計 | 正義党     | 正しい未来党 | 無所属     |            |            |
| 合計       | 合計       | 38   | 29         | 2            | 1          | 2          | 4          |
| ---------- | ---------- | ---- | ---------- | ------------ | ---------- | ---------- | ---------- |
| 選挙別内訳 | 地域区     | 31   | 25         | 1            | 0          | 1          | 4          |
| 選挙別内訳 | 比例代表   | 7    | 4          | 1            | 1          | 1          | ―          |
出典：済州道議会ホームページ2019年2月8日閲覧
2019年5月30日、道議会に日帝強占期植民残滓清算に関する条例案（学校内における日帝残滓を清算する）が提出され、7月に可決成立した。

## 交通

### 公共交通
- 済州特別自治道には鉄道がないため、主な交通手段は自動車と路線バスである。道路の総延長は2,799kmである。
- かつては国道11・12・16・95・99号線が島内を通っていたが、済州特別自治道への改編に伴い、2007年1月1日に島内の国道はすべて地方道に格下げされた。

#### 主な道路
- 国家支援地方道97号線（朝鮮語版）
- 地方道1112号線（朝鮮語版）
- 地方道1114号線（朝鮮語版）
- 地方道1115号線（朝鮮語版）
- 地方道1116号線（朝鮮語版）
- 地方道1117号線（朝鮮語版）
- 地方道1118号線（朝鮮語版）
- 地方道1119号線（朝鮮語版）
- 地方道1120号線（朝鮮語版）
- 地方道1121号線（朝鮮語版）
- 地方道1122号線（朝鮮語版）
- 地方道1131号線（朝鮮語版）
- 地方道1132号線（朝鮮語版）
- 地方道1135号線（朝鮮語版）
- 地方道1136号線（朝鮮語版）
- 地方道1139号線（朝鮮語版）

### 海上交通
海上交通は3千トン級以上のフェリーが済州海峡を通って韓国本土（木浦、釜山、仁川等）に就航している。

### 航空
- 済州国際空港が済州市の市街地に立地している。大韓航空・アシアナ航空のほか、チェジュ航空などの格安航空会社が就航している。
- 済州国際空港の旅客数は仁川国際空港に次いで国内2位であり、過密時間帯は3分間隔で飛行機が発着する。そのため、西帰浦市新山里に新空港を建設する計画がある[13]。韓国政府は2025年の開港を目指しているが、住民の反対により計画は頓挫している[14]。
- ちなみに金浦-済州線は世界で最も旅客の多い航空路線である。

## 放送
放送局は全て道庁がある済州市に拠点が置かれている。嘗てはKBS(韓国放送公社)が西帰浦市に日本のNHK地方放送局に相当する「中継局」を設置していたが、合理化により廃止された。

### 標準ラジオ放送
| 局名       | 済州     | 済州     | 済州          | 西帰浦         | 西帰浦         | 西帰浦         | 放送時間(KST=JST)      |
| 局名       | 呼出符号 | 周波数   | 空中線電力(W) | 呼出符号       | 周波数         | 空中線電力(W)  | 放送時間(KST=JST)      |
| ---------- | -------- | -------- | ------------- | -------------- | -------------- | -------------- | ---------------------- |
| KBS済州第1 | HLKS     | 963kHz   | 10k           | HLCF           | 621kHz         | 1k             | 24時間                 |
| KBS済州第1 | HLKS-SFM | 99.3MHz  | 3k            | （中継局）     | 95.3MHz        |                | 24時間                 |
| KBS済州第2 | HLQC-SFM | 91.9MHz  | 3k            | （中継局）     | 89.7MHz        |                | 5:00〜翌日3:00         |
| 済州MBC    | HLAJ     | 774kHz   | 10k           | （中波局無し） | （中波局無し） | （中波局無し） | 24時間（休止時間有り） |
| 済州MBC    | HLAJ-SFM | 97.9MHz  | 1k            | （中継局）     | 97.1MHz        | 1k             | 24時間（休止時間有り） |
| FEBC済州   | HLAZ     | 1566kHz  | 250k/ 100k    | （中継局）     | 101.1MHz       | 1k             | 24時間                 |
| FEBC済州   | HLAZ-SFM | 104.7MHz | 1k            | （中継局）     | 101.1MHz       | 1k             | 24時間                 |

### FMラジオ放送
日本のFM放送と同じカテゴリー。中波帯の逼迫もあり全国的傾向として最近新規開局が相次いでいる。
| 局名            | 済州       | 済州     | 済州          | 西帰浦     | 西帰浦   | 西帰浦        | 放送時間(KST=JST)      |
| 局名            | 呼出符号   | 周波数   | 空中線電力(W) | 呼出符号   | 周波数   | 空中線電力(W) | 放送時間(KST=JST)      |
| --------------- | ---------- | -------- | ------------- | ---------- | -------- | ------------- | ---------------------- |
| KBS済州音楽FM   | HLKS-FM    | 96.3MHz  | 3k            | （中継局） | 99.9MHz  | 3k            | 24時間                 |
| 済州MBC FM4U    | HLAJ-FM    | 90.1MHz  | 3k            | （中継局） | 102.9MHz | 3k            | 24時間（休止時間有り） |
| JIBS NewPowerFM | HLQC-FM    | 101.5MHz | 3k            | （中継局） | 98.5MHz  | 1k            | 24時間（休止時間有り） |
| EBS             | （中継局） | 107.3MHz | 3k            | （中継局） | 104.9MHz | 3k            | 5:00〜翌日2:00         |
| 済州CBS         | HLKO-FM    | 93.3MHz  | 3k            | （中継局） | 90.9MHz  | 1k            | 5:00〜翌日1:00         |
| Arirang Radio   |            | 88.7MHz  |               | （中継局） | 88.1MHz  |               | 6:00〜翌日2:00         |

### テレビジョン放送
済州島は韓国でいち早くアナログテレビジョン放送を終えた道である。
| リモコンキーID | 局名       | 済州       | 済州 | 済州          | 西帰浦     | 西帰浦 | 西帰浦        |
| リモコンキーID | 局名       | 呼出符号   | ch   | 空中線電力(W) | 呼出符号   | ch     | 空中線電力(W) |
| -------------- | ---------- | ---------- | ---- | ------------- | ---------- | ------ | ------------- |
| 6-1            | JIBS TV    | HLKJ-DTV   | K-33 | 1k            | （中継局） | K-15   | 500           |
| 7-1            | KBS済州第2 | HLQC-DTV   | K-29 | 1k            | （中継局） | K-16   | 500           |
| 9-1            | KBS済州第1 | HLKS-DTV   | K-27 | 1k            | （中継局） | K-14   | 500           |
| 10-1           | EBS        | （中継局） | K-35 | 1k            | （中継局） | K-18   | 500           |
| 11-1           | 済州MBC    | HLAJ-DTV   | K-31 | 1k            | （中継局） | K-17   | 500           |

## 友好交流

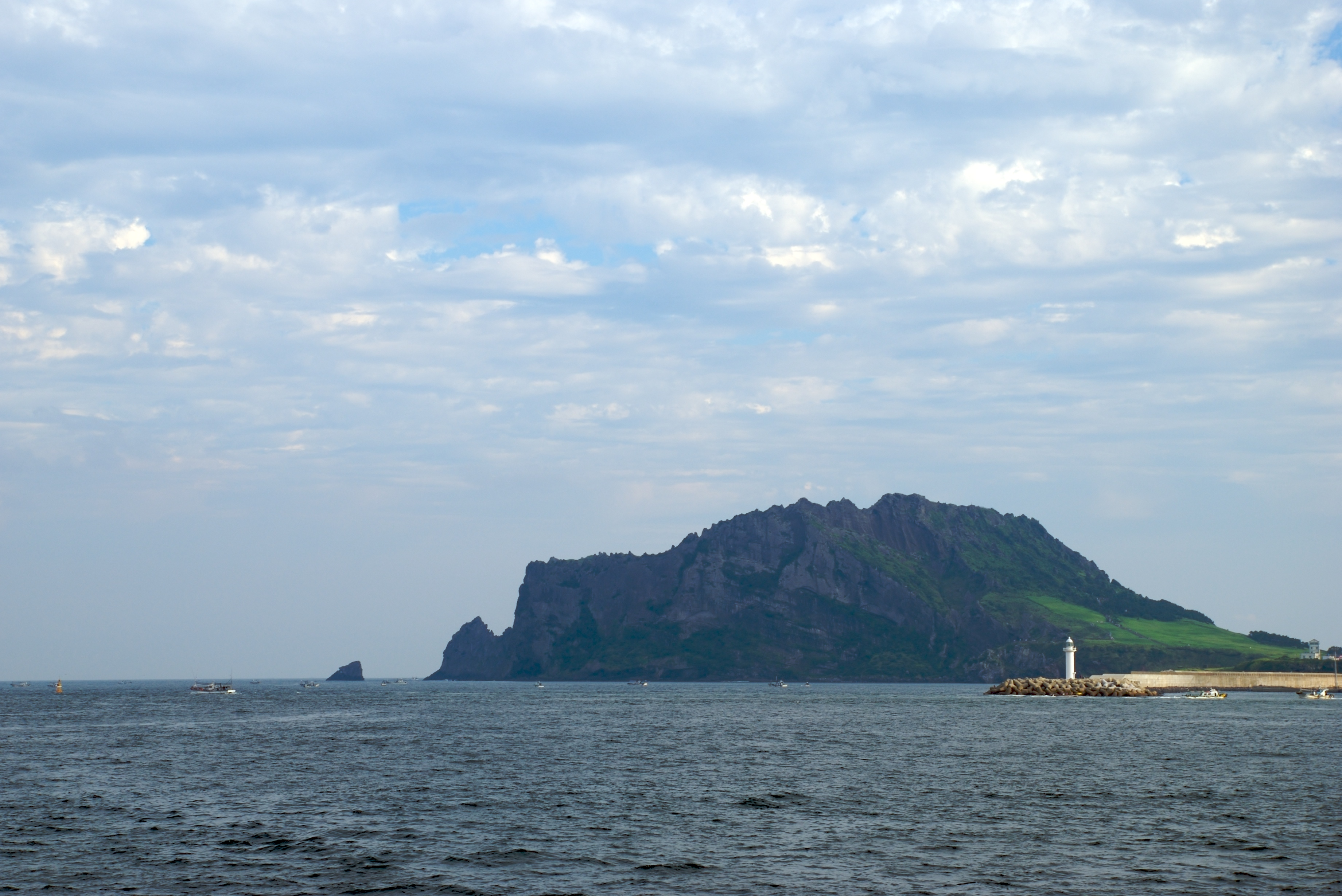
城山・日出峰

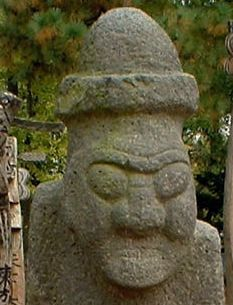
トルハルバン

- アメリカ合衆国ハワイ州（1986年11月25日提携）
- インドネシア共和国バリ州（1989年6月16日提携）
- ロシア連邦サハリン州（1992年1月17日提携）
- 中華人民共和国海南省（1995年10月6日提携）

このほか、友好交流地域として台湾の台北市、オーストラリアのタスマニア州、日本の静岡県、中国の大連市および日韓海峡沿岸県市道知事交流会議（玄界灘を挟んで向かい合う日本の山口・福岡・佐賀・長崎4県と韓国の釜山広域市、慶尚南道、全羅南道、本道で構成）がある。